# The Lemon Twigs
The Lemon Twigs es un dúo de música estadounidense, formado por los hermanos Brian D’Addario (guitarra, teclado, voz, batería, bajo) y Michael D’Addario (guitarra, teclado, voz, batería, bajo), ambos oriundos de Long Island, en el Estado de Nueva York, Estados Unidos. Su padre les enseñó a tocar instrumentos desde los 5 años. Ambos hermanos son multinstrumentistas y tocan más de una decena de instrumentos, cambiando en sus actuaciones constantemente de los mismos, y han colaborado con artistas contemporáneos como Foxygen, Uni Boys,  Pinky Pinky y Weyes Blood como productores o tocando en sus propios trabajos y viceversa.

## Historia
The Lemon Twigs firmó con 4AD en 2015, y su álbum debut, Do Hollywood, fue publicado el 14 de octubre de 2016. Atrajo mucho a los críticos y gozaron de gran popularidad.
El 24 de agosto de 2018 publicaron su segundo disco, Go To School, un musical sobre un mono criado por humanos que va al colegio con un sonido mucho más rockero. Actuaron como teleneros ese mismo año de la banda Arctic Monkeys. Tiene la colaboración del legendario Todd Rundgren.
El 21 de agosto de 2020 publican su tercer álbum y último con la distribuidora 4AD, Songs For The General Public, con una menor recepción popular pero alabado por las críticas por su sonido más experimental. 
El 13 de febrero de 2023 anuncian su cuarto álbum, Everything Harmony, fichando ahora por la distribuidora Captured Tracks y siendo teloneros de bandas como The Killers o My Chemical Romance el mismo año.

## Discografía

### Álbumes
- What We Know (2014) (álbum no publicado oficialmente)

- Do Hollywood (2016)

- Go To School (2018)

- Songs For The General Public (2020)

- Everything Harmony (2023)
- A dream is all we know (2024)

### EP
- Brothers of Destruction (2017)

### Sencillos
- "These Words / As Long as We're Together" (2016)
- "I Wanna Prove to You" (2017)
- "Foolin' Around / Tailor Made" (2018)
- "If You Give Enough" (2018)
- "Small Victories" (2018)
- "The Fire" (2018)
- "The One" (2020)
- "Moon" (2020)
- "Live in Favor of Tomorrow" (2020)
- "No One Holds You Closer (Than The One You Haven’t Met)" (2020)
- "Corner of My Eye" (2023)
- "Any Time of Day" (2023)
- "In My Head" (2023)

### Álbumes en vivo
- "The Lemon Twigs LIVE" (2020)

Músicos en vivo
- Reza Martin –  batería, guitarra (2023-)
- Danny Ayala – teclado, bajo, coros (2014–2017, 2023-)
- Will Berman — batería, guitarra, teclados (2021-2022)
- James Richardson — bajo, sintetizador, coros (2021-2022)
- Daryl Johns – bajo, coros (2018–2021)
- Andrés Valbuena – batería (2018–2021)
- Tommaso Taddonio – teclado (2018–2019)
- Megan Zeankowski – bajo (2014–2017)